# Slavic Cup w biegach narciarskich 2022/2023
Slavic Cup w biegach narciarskich 2022/2023 – kolejna edycja tego cyklu zawodów. Rywalizacja rozpoczęła się 29 grudnia 2022 r. w Zakopanem, a zakończyła 12 marca 2023 r. w słowackiej Skalce pri Kremnici.
Obrońcami tytułu byli reprezentanci Polski: wśród kobiet Karolina Kukuczka, natomiast wśród mężczyzn Dominik Bury.
Tegorocznymi zdobywcami pucharu zostali: reprezentantka Polski Daria Szkurat oraz reprezentant Ukrainy Dmytro Drahun.

## Kalendarz i wyniki

### Kobiety
| Lp | Data             | Miejscowość         | Dystans                            | 1. miejsce         | 2. miejsce          | 3. miejsce            |
| -- | ---------------- | ------------------- | ---------------------------------- | ------------------ | ------------------- | --------------------- |
| 1. | 29 grudnia 2022  | Zakopane            | 5 km s. klasycznym                 | Weronika Kaleta    | Daria Szkurat       | Karolina Kaleta       |
| 2. | 30 grudnia 2022  | Zakopane            | 10 km s. dowolnym                  | Daria Szkurat      | Karolina Kaleta     | Andżelika Szyszka     |
| 3. | 14 stycznia 2023 | Szczyrbskie Jezioro | Sprint s. klasycznym (1,4 km)      | Ema Kouřilová      | Barbora Klementová  | Anna Jaklova          |
| 4. | 15 stycznia 2023 | Szczyrbskie Jezioro | 5 km s. dowolnym                   | Andżelika Szyszka  | Barbora Klementová  | Wiktorija Ołech       |
| 5. | 25 lutego 2023   | Szczyrbskie Jezioro | 10 km s. klasycznym                | Daria Szkurat      | Andżelika Szyszka   | Magdalena Kobielusz   |
| 6. | 26 lutego 2023   | Szczyrbskie Jezioro | 10 km s. dowolnym                  | Daria Szkurat      | Magdalena Kobielusz | Andżelika Szyszka     |
| 7. | 11 marca 2023    | Skalka pri Kremnici | Sprint s. dowolnym (1,3 km)        | Barbora Klementová | Wiktorija Ołech     | Laura Roglová         |
| 8. | 12 marca 2023    | Skalka pri Kremnici | 10 km s. klasycznym (start masowy) | Wiktorija Ołech    | Anastasija Nikon    | Anastasija Iwanczenko |
|    | 18 marca 2023    | Jakuszyce           | 5 km s. klasycznym                 | Odwołano           | Odwołano            | Odwołano              |
|    | 19 marca 2023    | Jakuszyce           | 15 km s. dowolnym (start masowy)   | Odwołano           | Odwołano            | Odwołano              |

### Mężczyźni
| Lp | Data             | Miejscowość         | Dystans                            | 1. miejsce         | 2. miejsce         | 3. miejsce        |
| -- | ---------------- | ------------------- | ---------------------------------- | ------------------ | ------------------ | ----------------- |
| 1. | 29 grudnia 2022  | Zakopane            | 10 km s. klasycznym                | Mateusz Haratyk    | Sebastian Bryja    | Piotr Jarecki     |
| 2. | 30 grudnia 2022  | Zakopane            | 15 km s. dowolnym                  | Sebastian Bryja    | Piotr Jarecki      | Mateusz Haratyk   |
| 3. | 14 stycznia 2023 | Szczyrbskie Jezioro | Sprint s. klasycznym (1,4 km)      | Dmytro Drahun      | Vladimír Kozlovský | Piotr Sobiczewski |
| 4. | 15 stycznia 2023 | Szczyrbskie Jezioro | 10 km s. dowolnym                  | Vladimír Kozlovský | Ondřej Pilař       | Andrej Renda      |
| 5. | 25 lutego 2023   | Szczyrbskie Jezioro | 15 km s. klasycznym                | Robert Bugara      | Paweł Bryja        | Jan Zwatrzko      |
| 6. | 26 lutego 2023   | Szczyrbskie Jezioro | 15 km s. dowolnym                  | Robert Bugara      | Matej Horniak      | Kacper Guńka      |
| 7. | 11 marca 2023    | Skalka pri Kremnici | Sprint s. dowolnym (1,3 km)        | Dmytro Drahun      | Denis Tilesch      | Rusłan Denysenko  |
| 8. | 12 marca 2023    | Skalka pri Kremnici | 15 km s. klasycznym (start masowy) | Dmytro Drahun      | Rusłan Denysenko   | Andrej Renda      |
|    | 18 marca 2023    | Jakuszyce           | 10 km s. klasycznym                | Odwołano           | Odwołano           | Odwołano          |
|    | 19 marca 2023    | Jakuszyce           | 20 km s. dowolnym (start masowy)   | Odwołano           | Odwołano           | Odwołano          |

## Klasyfikacje
| Lp. | Zawodniczka         | Punkty |
| --- | ------------------- | ------ |
| 1.  | Daria Szkurat       | 380    |
| 2.  | Andżelika Szyszka   | 372    |
| 3.  | Barbora Klementová  | 355    |
| 4.  | Wiktorija Ołech     | 290    |
| 5.  | Magdalena Kobielusz | 223    |
| 6.  | Kristína Sivoková   | 185    |
| 7.  | Laura Roglová       | 149    |
| 8.  | Ema Kouřilová       | 145    |
| 9.  | Karolina Kaleta     | 140    |
| 9.  | Zuzanna Fujak       | 140    |

| Lp. | Zawodnik           | Punkty |
| --- | ------------------ | ------ |
| 1.  | Dmytro Drahun      | 350    |
| 2.  | Andrej Renda       | 286    |
| 3.  | Matej Horniak      | 253    |
| 4.  | Robert Bugara      | 245    |
| 5.  | Denis Tilesch      | 193    |
| 6.  | Vladimír Kozlovský | 180    |
| 6.  | Sebastian Bryja    | 180    |
| 8.  | Paweł Bryja        | 161    |
| 9.  | Mateusz Haratyk    | 160    |
| 10. | Rusłan Denysenko   | 140    |
| 10. | Piotr Jarecki      | 140    |